# Nathalie Gorochov

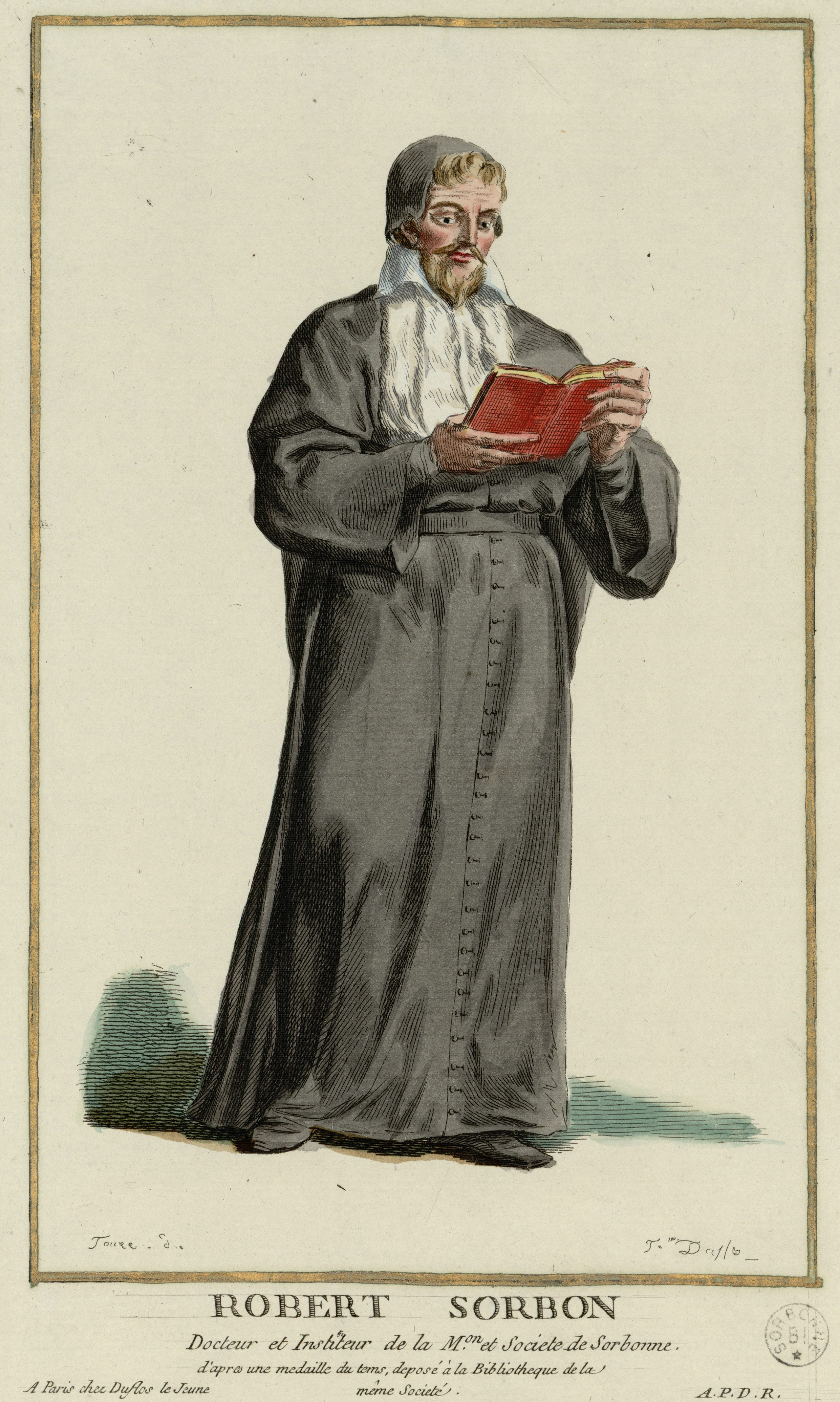
Robert de Sorbon (1201-1274).

Nathalie Gorochov, née en 1966, est une historienne médiéviste française spécialiste du monde universitaire au Moyen Âge en Europe occidentale. Elle est professeure d'histoire à l'université Paris Est Créteil (UPEC) depuis 2013.

## Biographie
Nathalie Gorochov est une ancienne élève de l'École normale supérieure de Fontenay (1986-1990). Elle obtient l'agrégation d'histoire en 1989.
Elle a soutenu en 1994 sa thèse intitulée « Le collège de Navarre de sa fondation (1305) au début du XVe siècle : histoire de l'institution, de sa vie intellectuelle et de son recrutement » à Paris 1 sous la direction de Bernard Guenée,.
Elle est maître de conférences à l'université d'Amiens de 1996 à 1998. Année où elle rejoint l'UPEC comme maîtresse de conférence.
En 2010, elle devient habilitée à diriger des recherches, après avoir soutenu « L'Université de Paris et ses collèges au Moyen Âge » à l'université Paris IV, sous la direction de Jacques Verger. Elle est professeure d'histoire du Moyen Âge à l'UPEC depuis 2013.
Elle a reçu le 2e prix Gobert de l'Académie des inscriptions et belles-lettres pour Le collège de Navarre de sa fondation (1305) au début du XVe siècle (1418).

## Travaux

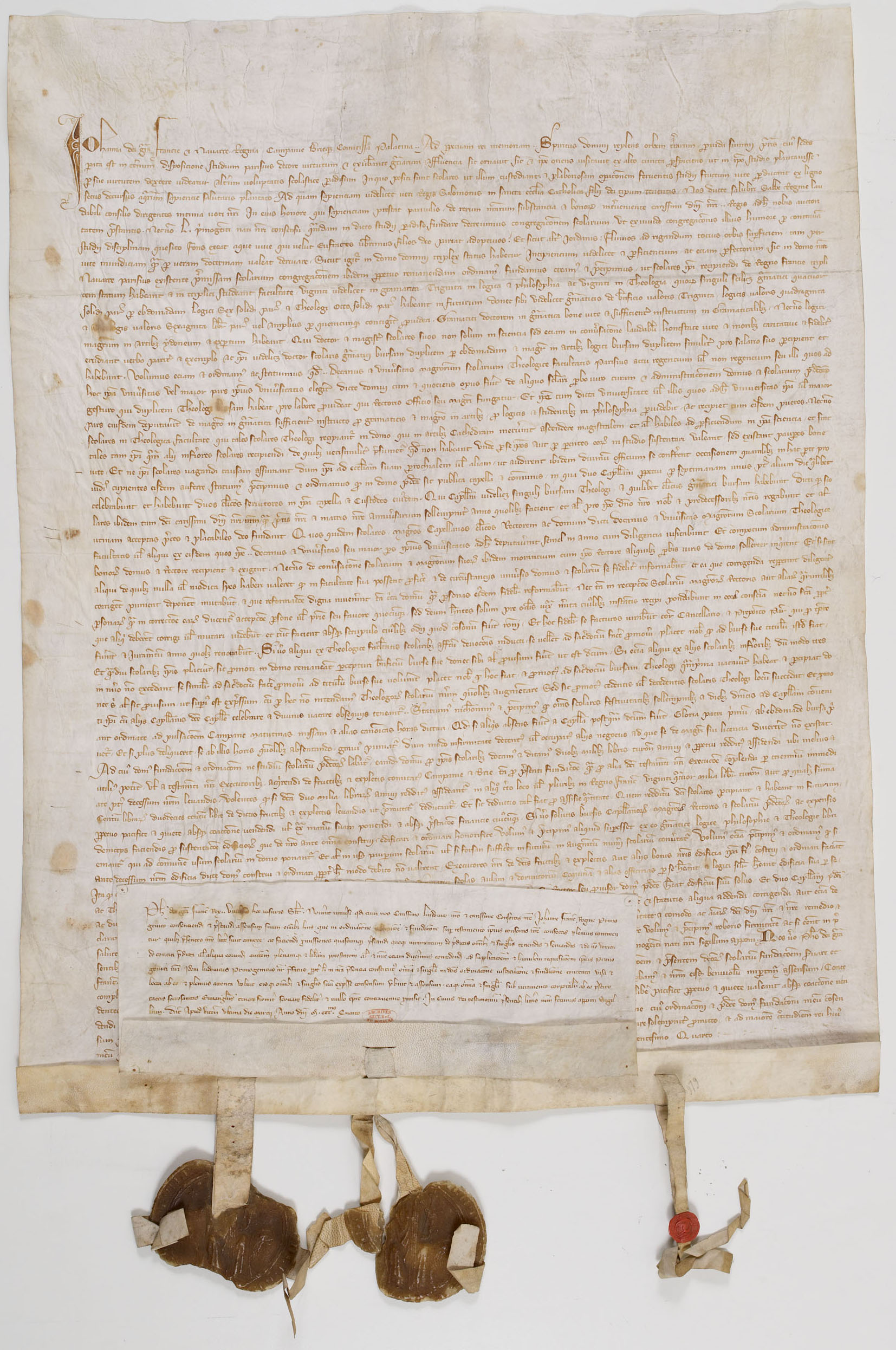
Acte de fondation du collège de Navarre à Paris, donné à Vincennes le 25 mars 1305 par Jeanne Ire de Navarre.

### Naissance des universités
Ses travaux portent en particulier sur les créations d'université au cours du XIIIe siècle en Europe. Elle a étudié les cas des universités de Paris, Bologne et Oxford. Elle insiste sur la mobilités de professeurs dans l'espace européen en soulignant « la diversité du recrutement géographique » et montre au travers d'études prosopographiques le poids des corporations de professeurs italiens, ou anglais dans la genèse de l'université parisienne. Nathalie Gorochov ne néglige toutefois pas l'importance des phénomènes proprement parisiens dans la création de l'université de Paris en étudiant le profil social des maîtres dans la capitale capétienne et la trajectoire de Robert de Sorbon. Effectivement, l'historiographie a longtemps insisté sur les processus trans-nationaux dans la naissance des universités (redécouverte d'Aristote, volontés de réformes par les pouvoirs royaux et pontificaux, etc.).

« Le début du XIIIe siècle est l'époque de l'invention de l'université. Elle n'existe ni dans les siècles précédents, ni dans d'autres civilisations. Elle est inventée à peu près au même moment à Paris, à Bologne et à Oxford. Dans ces villes il y a des écoles : des groupes formés par un professeur et des étudiants. Ces écoles se fédèrent et forment une institution qu'on appelle l'université. À Paris, elle s'est probablement organisée entre 1200 et 1210. »

— Nathalie Gorochov

### Grèves et contestations à l'université
En outre, Nathalie Gorochov a étudié les phénomènes de contestation au sein de l'université au Moyen Âge. Cette contestation peut prendre la forme de grève (comme à Paris en 1229), l'écriture de poèmes satiriques à l'encontre de la noblesse ou du clergé ou d'enseignements dissidents. Elle cite par exemple Wyclif, professeur à Oxford au XIVe siècle qui s'est montré dans son enseignement très critique du clergé et de sa richesse, et de cette manière, est considéré comme un précurseur du luthéranisme.
Au sujet de la grève, Gorochov analyse la bulle Parens scientiarum de Grégoire IX (1231) qui reconnaît pour la première fois le droit de grève. Elle permet en effet aux professeurs de l'Université de Paris de cesser le travail à Paris dans trois situations : en cas de non-respect de la limitation des loyers des logements d'étudiants, si un professeur ou un étudiant est blessé ou tué et qu'il n'est pas rendu justice, ainsi qu'en cas d'arrestation abusive des étudiants ou professeurs par le pouvoir laïc.

## Ouvrages
- Le collège de Navarre de sa fondation (1305) au début du XVe siècle (1418) : histoire de l'institution, de sa vie intellectuelle et de son recrutement, Paris - Genève, Honoré Champion-Slatkine, 1997, 750 p. (ISBN 9782852036109)
- Naissance de l’Université : Les Écoles de Paris d’Innocent IIII À Thomas d’Aquin, (V. 1200 - V. 1245), Paris, Honoré Champion, 2012, 656 p. (ISBN 9782745324016)
- Avec Florence Bourillon, Boris Noguès et Loïc Vadelorge, L'université et la ville : Les espaces universitaires et leurs usages en Europe du XIIIe au XXIe siècle, Rennes, PUR, 2018, 306 p. (ISBN 9782753574380)
- Écrit, pouvoirs et société : Occident, XIIe-XIVe s., Neuilly, Atlande, coll. « Clefs concours », 2020, 623 p. (ISBN 9782350306032)